# Hypericum denticulatum
Hypericum denticulatum är en johannesörtsväxtart som beskrevs av Thomas Walter. Hypericum denticulatum ingår i släktet johannesörter, och familjen johannesörtsväxter. Inga underarter finns listade i Catalogue of Life.

## Bildgalleri

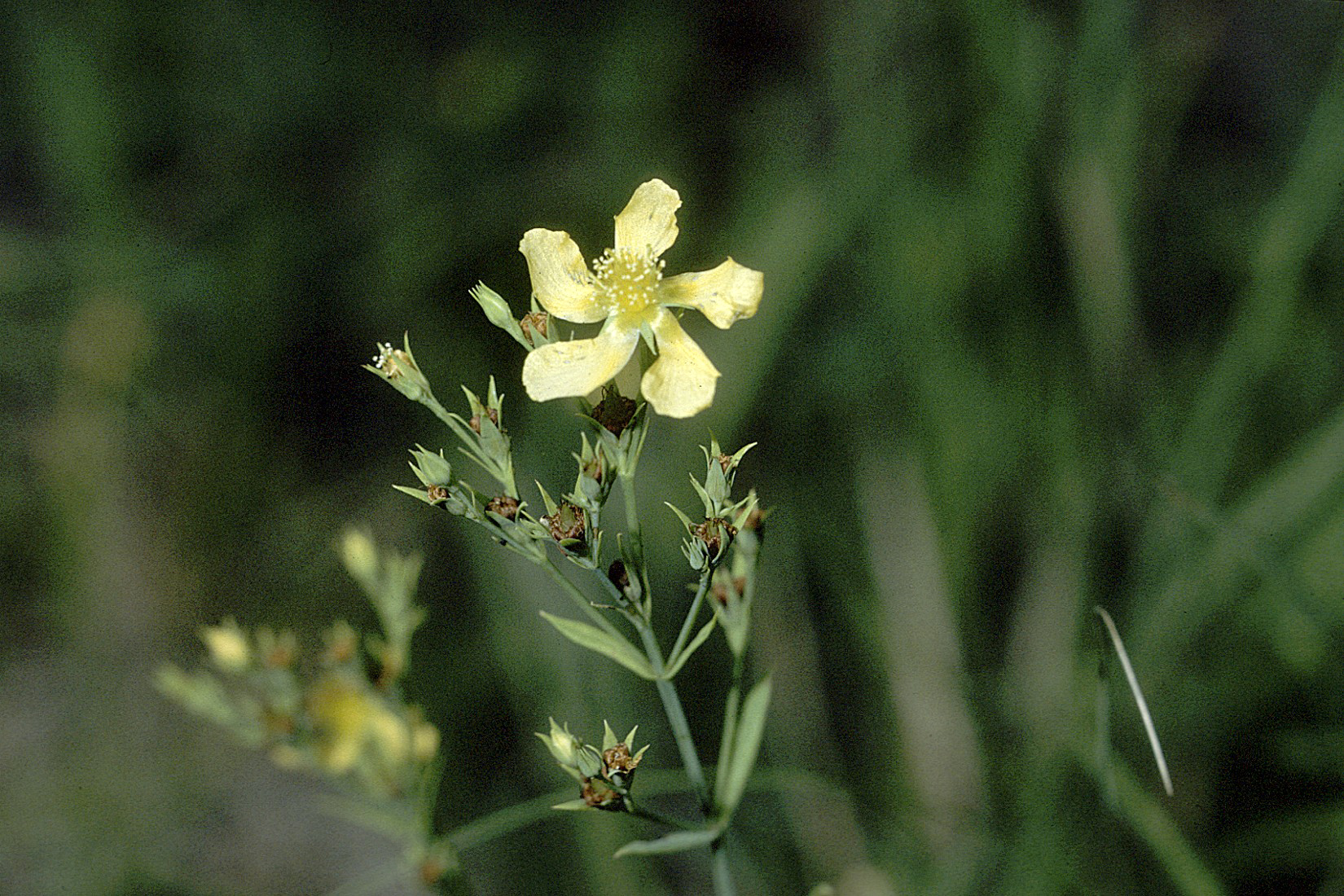